# Shang Yang
Shang Yang (xinès tradicional: 商鞅, xinès simplificat: 商鞅, pinyin: Shāng Yāng; Wade-Giles: Shang Yang, literalment Yang de Shang, 390 - 338 aC) va ser un important estadista de l'Estat de Qin durant període dels Regnes Combatents de la Història de la Xina. Nascut Wei Yang (xinès tradicional: 衛鞅, xinès simplificat: 卫鞅) a l'Estat de Wei, amb el suport del Duc Xiao de Qin Yang va promulgar nombroses reformes a Qin. Aquests van ser, d'acord amb la seva filosofia legalista com es registra en El Llibre del Senyor Shang i va assistir Qin en el seu canvi d'un estat perifèric al d'un regne poderós militarment i fortament centralitzat. Ell canvià l'administració de l'estat a través d'un èmfasi en la meritocràcia i el fet delegar el poder procedent de la noblesa.

## Biografia
Shang Yang va néixer com a fill d'una concubina a la família governant de l'estat menor Wey (衞). El seu cognom (氏, nom de llinatge) era Gongsun i el seu nom personal Yang. Com a membre de la família Wei, també era conegut com Wei Yang.
A una edat jove, Yang va estudiar dret i va obtenir un càrrec sota el primer ministre Shuzuo de Wei (魏, no el mateix que el seu estat de naixement). Amb el suport del duc Xiao de Qin, Yang va deixar la seva baixa posició a Wei per fer-se el principal conseller a Qin. Les seves nombroses reformes van transformar l'estat Qin perifèric en un regne militarment poderós i fortament centralitzat. Els canvis en el sistema legal de l'estat (que es deia que s'havien basat en el Cànon de Lleis de Li Kui) van impulsar els Qin a la prosperitat. Potenciant l'administració a través d'un accent sobre la meritocràcia, les seves polítiques van afeblir el poder dels senyors feudals.
L'any 341 aC, Qin va atacar l'estat de Wei. Yang va dirigir personalment l'exèrcit Qin per derrotar a Wei, i finalment Wei va cedir la terra a l'oest del riu Groc a Qin. Pel seu paper a la guerra, Yang va rebre 15 ciutats a Shang com el seu feu personal i es va fer conegut com el senyor de Shang (Shang Jun) o Shang Yang. Segons els Registres del Gran Historiador, amb les seves connexions personals mentre servia a la cort de Wei, Shang Yang va convidar a Gongzi Ang, el general de Wei, a negociar un tractat de pau. Tan aviat com va arribar Ang, va ser fet presoner i l'exèrcit Qin va atacar, derrotant amb èxit els seus oponents.
Mark Edward Lewis va identificar una vegada la seva reorganització de l'exèrcit com a responsable del pla ordenat de carreteres i camps al nord de la Xina. Això podria ser forassenyat, però Yang va ser tant un reformador militar com un reformador legal. Yang va supervisar la construcció de Xianyang.
L'escola de pensament Shang Yang va ser afavorida per l'emperador Wu de Han, i John Keay esmenta que la figura de Tang Du You va ser atreta per Shang Yang.

## Reformes
La vasta majoria de les reformes de Yang es van prendre de les mesures establertes en altres llocs, no obstant això, les reformes de Yang van ser profundes i extremes que les d'altres estats. Sota la direcció de Yang, Qin ràpidament va aconseguir i va superar les reformes d'altres estats.
Després que el Duc Xiao de Qin, va ascendir al tron de Qin, Yang va deixar la seva humil posició en l'estat de Wei (a la família governant on havia nascut, però en la qual no havia obtingut una alta posició) per convertir-se en el principal assessor dins Qin a instàncies del Duc Xiao. Llavors els seus canvis en el sistema legal de l'estat (que hom diu que estaven basats en el Cànon de Lleis de Li Kui) impulsaren la dinastia Qin a la prosperitat. Les seves polítiques construïren les bases que van permetre a Qin conquistar tota la Xina, unificant del país per primera vegada i marcant el començament de la dinastia Qin.
Se li atribueix segons Han Feizi la creació de dues teories;
1. Ding Fa (定法; arreglant els estàndards)
2. Yi Min (一民; tractant la gent com una sola persona)

Han Fei, sovint considerat com el màxim representant del legalisme xinès (法家), li atribueix la creació de dues teories;
1. arreglar els estàndard
2. igualtat davant la llei

Creient en l'estat de dret i considerant la lleialtat a l'estat per sobre de la de la família, Yang va introduir dos conjunts de canvis a l'estat de Qin. Els primers, l'any 356 aC, van ser:
1. Es va implementar el Llibre de la Llei de Li Kui, amb l'addició important d'una norma que preveia un càstig igual al de l'autor per a aquells que tenien coneixement d'un delicte però que no informaven el govern. Va codificar les reformes en lleis aplicables. Les lleis eren estrictes i multitudinàries reformades per Yang i els càstigs eren estrictes.[12]

1. Assignar terres als soldats basant-se en els seus èxits militars i despullar la noblesa que no vol lluitar pels seus drets sobre la terra. L'exèrcit es va dividir en vint graus militars, en funció dels assoliments del camp de batalla. La reforma de l'exèrcit va fer que els ciutadans de Qin estiguessin disposats a unir-se a l'exèrcit i va ajudar a la dinastia Qin a construir el poder militar necessari per unificar la Xina.[12]

1. Com que la mà d'obra era escassa a Qin, Yang va encoratjar el conreu de terres inestables i erms i la immigració, afavorint l'agricultura sobre el comerç de luxe (tot i que també va donar més reconeixement als comerciants especialment reeixits).

Yang va introduir el seu segon conjunt de canvis l'any 350 aC, que incloïa un nou sistema estandarditzat d'assignació de terres i reformes fiscals.
La gran majoria de les reformes de Yang van ser extretes de polítiques instituïdes en altres llocs, com ara Wu Qi de l'estat de Chu; tanmateix, les reformes de Yang van ser més exhaustives i extremes que les d'altres estats, i van monopolitzar la política en mans del governant. Sota el seu mandat, Qin ràpidament es va posar al dia i va superar les reformes d'altres estats.

## Polítiques domèstiques
Yang va introduir reformes agràries, va privatitzar la terra, va recompensar els agricultors que superaven les quotes de collita, els agricultors esclavitzats que no van complir amb les quotes i va utilitzar subjectes esclavitzats com a recompenses (de propietat de l'estat) per a aquells que complien les polítiques governamentals.
Com que la mà d'obra era escassa a Qin en relació amb els altres estats en aquell moment, Yang va promulgar polítiques per augmentar la seva mà d'obra. Quan els camperols de Qin eren reclutats per a l'exèrcit, va encoratjar la migració activa de camperols d'altres estats a Qin com a força de treball de substitució; aquesta política va augmentar simultàniament la mà d'obra de Qin i va debilitar la mà d'obra dels rivals de Qin. Yang va fer lleis que obligaven els ciutadans a casar-se a una edat jove i va aprovar lleis fiscals per fomentar la criança d'uns quants fills. També va promulgar polítiques per alliberar els condemnats que treballaven en l'obertura de terres ermes per a l'agricultura.
Yang va abolir parcialment la primogenitura (segons el rendiment del fill) i va crear un doble impost a les llars que tenien més d'un fill vivint a la llar, per dividir els grans clans en famílies nuclears.
Yang va traslladar la capital de la ciutat de Yueyang a Xianyang, per tal de reduir la influència dels nobles sobre l'administració. Xianyang va romandre la capital de Qin fins a la seva caiguda l'any 207 aC.

## Mort
Yang va ser profundament menyspreat per la noblesa Qin i es va tornar vulnerable després de la mort del duc Xiao. El següent governant, el rei Huiwen, va ordenar els nou extermini familiars contra Yang i la seva família, per motius de foment de la rebel·lió. Yang havia humiliat anteriorment el nou duc «fent que fos castigat per un delicte com si fos un ciutadà normal». Segons Zhan Guo Ce, Yang es va amagar; en un moment donat a Yang se li va negar una habitació en una fonda perquè una de les seves pròpies lleis impedia l'admissió d'un hoste sense la identificació adequada.
Yang va ser executat per jūliè (車裂: desmembrament en ser subjectat a cinc carros, bestiar o cavalls i ser destrossat); tota la seva família també va ser executada. Malgrat la seva mort, el rei Huiwen va mantenir les reformes promulgades per Yang.
Han sobreviscut diverses versions alternatives de la mort de Yang. Segons Sima Qian als seus Registres del Gran Historiador, Yang es va escapar per primera vegada a Wei. No obstant això, allà va ser odiat per la seva traïció anterior a Gongzi Ang i va ser expulsat. Llavors Yang va fugir al seu feu, on va reunir un exèrcit rebel però va morir en la batalla. Després de la batalla, el rei Hui de Qin va fer trencar el cadàver de Yang amb carros com a advertència als altres.
Després de l'execució de Yang, el rei Huiwen es va allunyar de la vall central al sud per conquerir Sichuan (Shu i Ba) en el que Steven Sage anomena una reorientació visionària del pensament cap als interessos materials en l'aposta de Qin per un domini universal.

## Avaluacions
AFP Hulsewé considerava a Shang Yang el fundador de l'escola de dret, i considera la seva unificació de càstigs una de les seves contribucions més importants; és a dir, donar la pena de mort a qualsevol grau de persona que desobeeixi les ordres del rei. Shang Yang fins i tot esperava que el rei, tot i que la font del dret (l'autoritzava), ho seguia. Aquest tractament contrasta amb les idees més pròpies de la societat arcaica, més representades en els Ritus de Zhou com a donar diferents càstigs als diferents estrats de la societat.
Hulsewe assenyala que Sima Tan considerava la igualtat de tracte el punt més destacat de l'escola de dret: «No distingeixen entre parents propers i llunyans, ni distingeixen entre nobles i humils, però de manera uniforme els decideixen en dret.» La dinastia Han va adoptar essencialment les mateixes denominacions de crims i concepció de la igualtat, tal com va establir Shang Yang per a Qin, sense càstig col·lectiu dels tres grups de familiars.
Shang Yang semblava actuar d'acord amb els seus propis ensenyaments, i el traductor Duvendak (1928) fa referència a ell com «com un marc de bambú que manté un arc recte, i no es podria treure'l de la seva rectitud», fins i tot. si uns quants xinesos premoderns en parlen malament amb la caiguda de Qin. Duvendak creia que Shang Yang hauria d'interessar no només els sinòlegs, sinó també els juristes occidentals.
Malgrat la visió fosca de la història tradicional, Sima Qian relata l'efecte immediat de les seves polítiques com a tal: Després que [les ordenances] haguessin estat en vigor durant deu anys, els plebeus de Qin estaven encantats; ningú recollia articles perduts a la carretera, no hi havia bandolers ni lladres a la muntanya, les llars estaven ben proveïdes i la gent estava ben acomodada. Els plebeus eren valents en les batalles del duc, però covards en els feus privats i els municipis i les ciutats estaven en bon estat. (Sima Qian 1994a, 90)

## En la ficció i la cultura popular
- Interpretat per Shi Jingming a The Legend of Mi Yue (2015) com a aparició convidada, que representa la seva execució.
- Interpretat per Wang Zhifei a la sèrie de televisió The Qin Empire com a personatge principal.